# ADHD (musikalbum)
ADHD är ett album av Jonas Lundqvist (under artistnamnet "Jonas Game"), som släpptes under oktober 2007 på Göteborgs-skivbolaget Sincerely Yours. Det är hans debutalbum.
Efter uppbrottet med musikgruppen Bad Cash Quartet bodde Lundqvist ett tag hemma och flyttade sedan till New York där han jobbade som diskare. Det var under den här perioden i Lundqvist liv som han skrev låtarna till skivan. När han kom hem jobbade han som tennistränare för att få pengar till inspelningen. Inspelningen skedde på bara fem dagar.

## Låtlista
1. ADHD
2. Nothing to Lose
3. New City Love
4. Kids n' Dreamers
5. Won't Back Down
6. Fairytales
7. Keep On Lovin'
8. Price Too High
9. Quiet Land
10. Graduate